# Chwee kueh
Le chwee kueh ou chwee kway (chinois : 水粿 ; pinyin : shuǐ guǒ ; hokkien POJ : chúi-kóe ; littéralement « pâtisserie de riz à l'eau »), est une sorte de pâte de riz cuit à la vapeur, faisant partie de la cuisine de Singapour et de Johor.

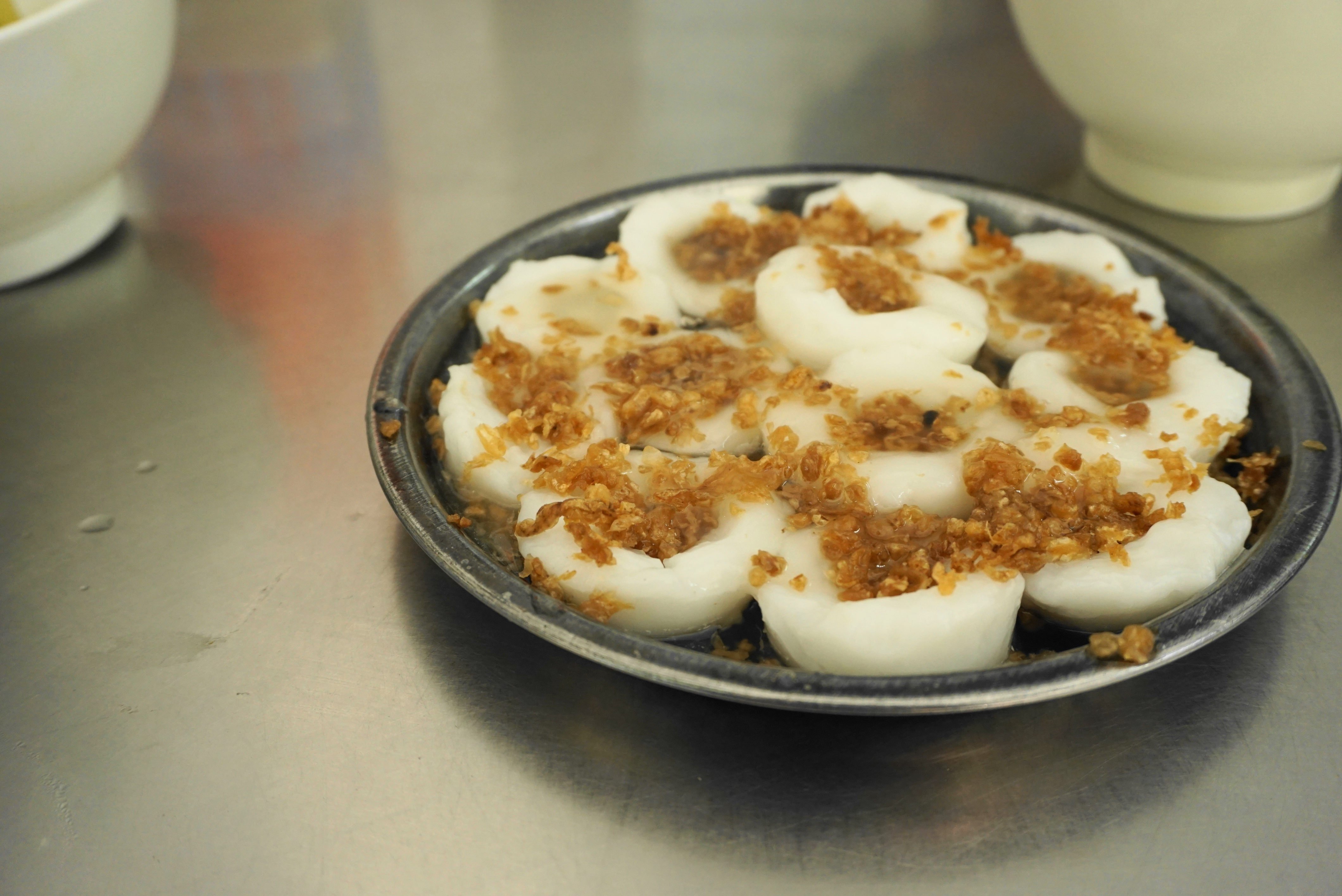
Chwee kueh à Shantou (Chine).

La farine de riz et l'eau sont mélangées pour former une mixture légèrement visqueuse. Elles sont ensuite placées dans de petits récipients en forme de bols et cuites, prenant une forme caractéristique de coupelle. Les gâteaux sont servis avec des radis émincés et de la sauce chili. 
Les chwee kueh sont un élément populaire du petit déjeuner à Singapour et à Johor.